# Garudinia biguttata
Garudinia biguttata är en fjärilsart som beskrevs av Rothschild 1912. Garudinia biguttata ingår i släktet Garudinia och familjen björnspinnare. Inga underarter finns listade i Catalogue of Life.